# 1902 no cinema

## Nascimentos
| Data          | Nome              | Profissão                           | Nacionalidade           | Observações | Ref |
| ------------- | ----------------- | ----------------------------------- | ----------------------- | ----------- | --- |
| 6 de Maio     | Max Ophüls        | cineasta                            | Alemanha                | m. 1957     |     |
| 10 de Maio    | David O. Selznick | produtor cinematográfico            | Estados Unidos          | m. 1965     |     |
| 9 de Agosto   | Charles Farrell   | ator                                | Estados Unidos          | m. 1990     |     |
| 10 de Agosto  | Norma Shearer     | atriz                               | Canadá / Estados Unidos | m. 1983     |     |
| 22 de Agosto  | Leni Riefenstahl  | cineasta                            | Alemanha                | m. 2003     |     |
| 5 de Setembro | Darryl F. Zanuck  | produtor, argumentista e realizador | Estados Unidos          | m. 1979     |     |
| 9 de Novembro | Anthony Asquith   | cineasta                            | Reino Unido             | m. 1968     |     |

## Mortes
| Data | Nome | Profissão | Nacionalidade | Observações | Ref |
| ---- | ---- | --------- | ------------- | ----------- | --- |